# 道下宣博
道下 宣博（みちした のぶひろ、Nobuhiro Michishita　別名風間駿、1960年 - ）は、1980年代にLAN(Local Area Network)やTCP/IP等のコンピュータ間通信技術を日本国内に本格的に導入することに貢献した技術者。千葉県出身（北海道生まれ） 

## 人物
大学でコンピュータサイエンスを学んだ後、Ethernetや802.3方式のLANがようやく実用化されはじめた1984年から米国で大規模LAN導入プロジェクトチームに参画し、その経験を日本に持ち帰って、大型コンピュータやワークステーション向けのLAN導入、PC向けLAN接続製品の開発、遠隔地の事業所間を接続するエンタープライズネットワークシステムの導入を先導した。
日本で最初のCISCOルータ導入プロジェクトを成功させた他、日系金融機関の国内主要事業所と海外拠点をX.25ルータによって接続するプロジェクトの責任者として活躍した。1991年に再度渡米し、シリコンバレー再活性化プロジェクトの管理を担当する非営利団体のSmart Valley Inc.の中核メンバーとして、インターネットを使うことで人々の生活がどのように変るか、どのような可能性があるかを明らかにしながら、インターネットをベースにした新しい事業モデルの誕生を支援した。公立の小中高校を全てインターネットに接続するSmart Schoolプロジェクトや、在宅勤務が会社の生産性や個人の精神衛生、環境保護に対してどのような影響を与えるかを探るプロジェクト、NASAや米国政府が保有する衛星写真を一般向けに開放するとどのようなビジネスが生まれるかなどを探るプロジェクトも担当した。
Smart Valley Inc.がシリコンバレーの再活性化という目的を達成して解散した以降は、技術者として最前線で活躍した経験を基に新規商材発掘、新規事業開発等のマーケティングを主に担当し、日本、米国、香港などの企業において国際事業開発の責任者や、米国に進出する日系企業の現地法人社長などを歴任。
2008年以降、活動の場を再び米国カリフォルニア州に移し、再生可能エネルギーやクリーンテック技術の事業開発にまで活動範囲を広めた。画期的な方法で太陽光発電パネル（Photovoltaic)を製造しようとするスタートアップ企業や、新しい方法でリチウムイオン二次電池を安価に大量に製造しようとするスタートアップ企業と、それらの製造を可能にする製造装置を提供する企業とを結びつけ、新工場立ち上げプロジェクトを指揮して、予算内で納期通りにいくつも工場を稼働させた。
2011年からはTesla Motors（現Tesla)にて、初代Roadsterの交換用バッテリーパック、初代Model Sのパワートレイン全般、第二世代蓄電システム(Powerwall/Powerpack）の立ち上げプロジェクトを担当。使用するセルを18650から2170リチウムイオン電池に切り替えるプロジェクトでも中心的な役割を果たした。。
TeslaでModel SのチーフエンジニアだったPeter RawlinsonとTeslaのSupply Chain VPだったPeter Hasenkampに招聘され、2016年にAtievaへ移籍してAtievaのパワートレイン主要コンポーネントの調達を担当。LG Energy Solution、Samsung SDI、Sony（現在の東北村田製作所）などとの大型契約を締結することで、AtievaがFormula Eのバッテリーパックプロジェクトを受注を実現するとともに、AtievaがLucidとして株式上場を達成することに貢献した。
2023年から再び活動拠点を日本に移し、電池、電気自動車、電動航空機などの業界へ的確なアドバイスを与えている。
コンピュータネットワーク技術、暗号化技術等を初心者でもわかりやすく解説した著書が多い。
SDGsに貢献できる携帯電話と車との接続に関する米国特許取得済。

## 略歴
- 千葉県立東葛飾高等学校卒業。
- 電気通信大学計算機科学科卒業
- 道下俊一の甥

## 著書・共著・監訳
- 『異機種接続とLAN絵とき読本』 オーム社
- 『異機種接続とTCP/IP絵とき読本』 オーム社
- 『ビジュアルBook　コンピュータネットワーク』 オーム社
- 『パソコンLAN実践絵とき読本』 オーム社
- 『E-mailセキュリティー』 オーム社
- 『ポイント図解式　標準ATM教科書』 アスキー・メディアワークス

### 「風間駿」名義
- 『真夜中の侵入者　Midnight Intruder』 オーム社
- 『IPO　株式公開』 オーム社
- 『まちがいだらけのLAN選び』 オーム社